# 北路道
北路道，中华民国初期行政区划名。
- 奉天省北路道，民国二年1月，北京政府公布三个《划一令》。次月，裁兴凤道，划全省为中路道、东路道、西路道、南路道、北路道5道。1914年改名洮昌道。
- 福建省北路道，1913年2月以清末延建邵道区域置，治南平縣（今南平市延平区），為簡缺，三等。轄南平、將樂、沙縣、尤溪、順昌、永安、建甌、建陽、崇安、浦城、政和、松溪、邵武、光澤、泰寧、建寧等16縣。辖区相当今福建省南平市全境和三明市大部。1914年6月改名建安道。